# Parafia Ewangelicko-Metodystyczna w Starych Juchach
Parafia Ewangelicko-Metodystyczna w Starych Juchach – parafia metodystyczna działająca w Starych Juchach, należąca do okręgu mazurskiego Kościoła Ewangelicko-Metodystycznego w RP.
Nabożeństwa odbywają się w niedzielę po południu według ogłoszeń.